# Ammine eterocicliche
Le ammine eterocicliche (o HCA dall'inglese HeteroCyclic Amine) sono composti chimici contenenti almeno un anello eterociclico (che per definizione possiede atomi di almeno due diversi elementi) e almeno un gruppo amminico.
Alcune ammine eterocicliche rivestono la funzione biologica di vitamine, mentre altre sono cancerogene. Le Ammine eterocicliche cancerogene vengono create, per esempio, dalla cottura della carne.

## Ammine eterocicliche con cinque atomi nell'anello
Alcune ammine eterocicliche con cinque atomi nell'anello sono:
- la pirrolidina: è un costituito da molecole che contengono un anello saturo a cinque atomi (in particolare un atomo di azoto e quattro atomi di carbonio);
- la nicotina: presenta una molecola contenente un anello di pirrolidina legato ad un anello di piridina (altra ammina eterociclica); la nicotina appartiene ad un gruppo di composti noti come "alcaloidi", particolari ammine che si trovano in natura e producono cambiamenti fisiologici nelle specie animali;[senza fonte]
- il pirrolo: le cui molecole sono insature e contengono un atomo di azoto nell'anello; quattro anelli pirrolici sono uniti in una struttura ad anello chiamata "porfirina", gli anelli della porfirina si ritrovano nell'emoglobina, nella mioglobina, nella vitamina B12, nella clorofilla e nei citocromi.[senza fonte]

Formula di struttura della pirrolidina
Formula di struttura della nicotina
Formula di struttura del pirrolo

## Ammine eterocicliche con sei atomi nell'anello
Alcune ammine eterocicliche con sei atomi nell'anello sono:
- la piridina: presenta una struttura simile a quella del benzene, tranne per il fatto che un atomo di carbonio è sostituito da un atomo di azoto; è usata come agente aromatizzante; l'anello della piridina è parte della niacina e piridossina (che sono due vitamine del gruppo B); la niacina, chiamata anche acido nicotinico, si trova nella maggior parte degli organismi; attraverso il metabolismo, la niacina si trasforma in nicotinamide adenina dinucleotide (NAD)[senza fonte], un coenzima che è coinvolto nei processi di ossidoriduzione del metabolismo cellulare; una carenza di niacina porta ad una malattia chiamata "pellagra";
- la piridossina (o vitamina B6): è un cofattore cruciale nelle reazioni di transaminazione ovvero nel metabolismo degli amminoacidi;
- la pirimidina è un'ammina eterociclica che contiene due atomi di azoto in un anello insaturo a sei atomi; l'anello della pirimidina è ad esempio contenuto nella tiamina (nota anche come vitamina B1); una deficienza di tiamina produce il beriberi; la pirimidina è un componente delle basi azotate citosina, uracile e timina;
- adenina e guanina: sono basi azotate chiamate "purine"; sono formate dalla fusione di pirimidina e imidazolo.

Formula di struttura della piridina
Formula di struttura della piridossina
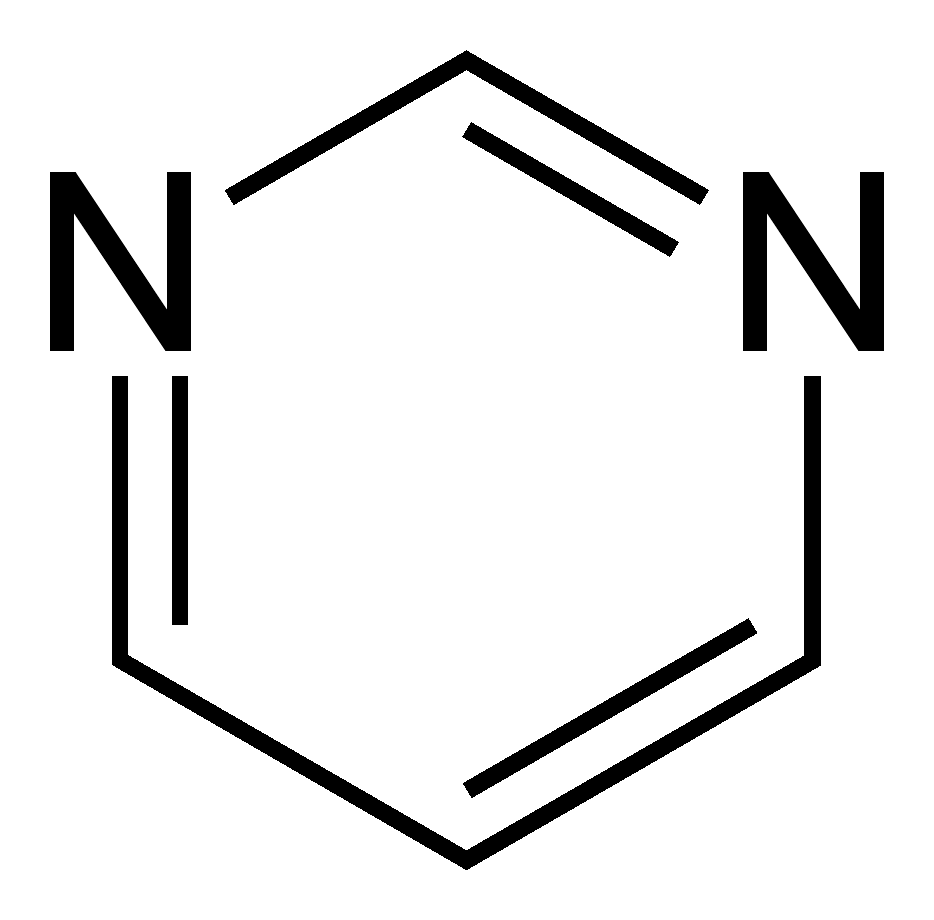
Formula di struttura della pirimidina
Formula di struttura dell'adenina
Formula di struttura della guanina

## Effetti sulla salute

### Effetti cancerogeni
Alcune ammine eterocicliche che si trovano nella carne cotta (specialmente se bruciata) sono note per essere degli agenti cancerogeni. La ricerca scientifica ha dimostrato che la formazione di ammina eterociclica nella carne avviene ad elevate temperature di cottura. Ad esempio ammine eterocicliche cancerogene si formano durante la cottura di manzo, maiale, pollame e pesce.
Le HCA si formano quando amminoacidi e creatina (una sostanza presente nei muscoli) reagiscono alle alte temperature di cottura. I ricercatori hanno identificato 17 HCA diversi derivanti dalla cottura di carni, cancerogene per l'uomo.
È stata individuata una correlazione tra il consumo di carne ed il rischio di cancro allo stomaco
Altri studi hanno mostrato un rapporto fra il carcinoma del colon-retto, del pancreas e seno e l'elevato consumo di carne ben cotta, fritta o alla brace: le persone che hanno mangiato carne ben cotta o mediamente cotta avevano tre volte più probabilità di soffrire di cancro allo stomaco di quelli che avevano mangiato carne poco cotta.
Altre fonti di proteine (latte, uova, tofu e frattaglie come il fegato) hanno poco o nessun contenuto di HCA sia naturalmente che in seguito a cottura.

### Ammine eterocicliche e disturbi neurologici
È stato dimostrato che l'harman (un alcaloide β-carbolinico che si trova nella carne) ha caratteristiche neurotossiche e in particolare provoca tremore.
Queste sostanze si formano durante il processo di cottura della carne a elevate temperature.. L'harman è stato trovato in concentrazioni superiori di circa il 50% nei pazienti affetti da tremore essenziale rispetto al gruppo di controllo.
Non esiste una correlazione diretta tra livelli nel sangue e quantità di carne consumata giornalmente: questo suggerisce che differenze nel metabolismo di questa sostanza giocano un ruolo importante.

### Effetto della marinatura sul rischio di cancro
La ricerca ha dimostrato che una marinatura con olio di oliva, succo di limone e aglio riducono i livelli di HCA nei polli fino al 90%. Sei ore di marinatura nella birra o nel vino rosso riducono i livelli di due tipi di HCA nelle bistecche di manzo fino al 90% rispetto a bistecche non marinate. Il ricercatore inglese Kat afferma che "Sebbene possa sembrare appetitoso marinare le bistecche nella birra o nel vino, ciò ha un impatto minimo sul rischio di cancro e il modo migliore per ridurre tale rischio derivante dal consumo di carne rossa è mangiarne di meno".